# Якуп Буа Шпата
Якуп Буа Шпата (алб. Jakob Bua Shpata; ум. 1416) — последний правитель Артского деспотата (1415—1416). Он вступил на престол после смерти своего брата Мурика Шпаты в 1414 или 1415 году, но вскоре утратил Арту, завоёванную 4 октября 1416 года Карлом I Токко. Якуп был единственным мусульманским правителем Арты.

## Биография
Якуп Буа Шпата вырос и был воспитан в Османской империи при султане Мехмеде I, где он обратился в ислам и получил свое имя. После смерти своего старшего брата Мурика Буа Шпаты, он стал наследником его владений. Однако жители деспотата, не доверяли Якупу из-за его мусульманской веры и желали сделать правителем Арты единоутробного брата Шпаты Чарльза Марчесано. Все же при поддержке своей матери Ирины Якуп добился успеха и вступил на престол Артского деспотата, в то время как Карло Марчесано стал правителем соседней крепости Рогоя. 
Вскоре албанская знать спровоцировало восстание горожан против власти Якупа. Магнаты, играя на их не доверии к мусульманской вере, которую принял Якуп Шпата, вызвали страх местных жителей, что деспот отдаст их во власть Османской империи. Они свергли Шпату, возведя на престол Арты его единоутробного брата Карло Марчесано. Якуп же нашел убежище в Османской империи. Там он заручился помощью султана Мехмеда I, и при поддержке турецкой армии, он в этом же году, после кратковременной осады, вернулся на престол Арты. Его единоутробный брат был сослан, в то время как албанская знать, участвовавшая в его свержении была казнена.
После возвращение в Арту Якуп Шпата столкнулся с вторжением на свою территорию правителя Эпира Карло I Токко. Еще при Мурике Буа Шпате, в 1408 году, Карло захватил Ангелокастрон и, используя, крепость Воблиан в качестве своей базы, Токко устраивал на Арту постоянные набеги. Якуп попытался захватить Воблиан, но был разбит около Никополя братом Карло графом Закинфа Леонардом II Токко, но и Леонардо не смог развить успех, потерпев поражение от албанцев, пытаясь захватить Рогою.
В это же время Карло I осадил Арту, но Якупу удалось защитить столицу деспотата. Токко отступил обратно в Эпир, и вскоре после этого он смог заманить Якупа в засаду, в которой деспот был схвачен и немедленно казнен 1 октября 1416 года. После его смерти магнаты Арты захватили контроль над деспотатом и предложили передать его Карло I Токко, если он сохранит их права и привилегии. Карло принял эти условия и вошел в Арту 4 октября. В то же время его брат Леонардо II захватил Рогою.